# Chika Kuroda
Chika Kuroda (黒田チカ; 24 de marzo de 1884 – 8 de noviembre de 1968) fue una química y farmacéutica japonesa cuyas investigaciones se concentraron en pigmentos naturales. Fue la primera japonesa en recibir una Licenciatura en Ciencias.

## Biografía
Nació en 1884 en la Prefectura de Saga. Asistió al Departamento de Mujeres de la Escuela Normal de Saga, graduándo en 1901, y trabajó como profesora un año después. Ingresó a la División de Ciencia de la Escuela Normal Superior de Mujeres de Rika, en 1902 y graduada en 1906. También enseñó en la Escuela Normal de Fukui y un año antes se matriculó en el programa de licenciado en la Escuela Normal Superior de mujeres de Kenkyuka, en 1907. Acabó de cursar en 1909 y devino profesora ayudante en la Escuela Normal Superior de Mujeres de Tokio. 
En 1913, cuando la Universidad Imperial de Tohoku devino en la primera de las universidades Imperiales de Japón en aceptar alumnado de mujeres, fue admitida al Departamento de Química de la Universidad de Ciencia en la primera cohorte de mujeres. Tuvo de mentor al profesor Riko Majima, quién la inspiró en su interés en química orgánica, particularmente colorantes naturales; Majima supervisaba la búsqueda del pigmento morado de Lithospermum erythrorhizon. Completó su Licenciatura en Ciencias en 1916, siendo la primera japonesa en hacerlo.
Fue nombrada profesora ayudante en la Tohoku Universidad Imperial tras graduarse en 1916 y fue profesora en la escuela Normal Superior de Mujeres de Tokio en 1918. Ese mismo año, fue la primera mujer en dar una presentación a la Sociedad Química de Japón cuándo presentó su búsqueda en el pigmento de L. erythrorhizon. Viajó a la Universidad de Oxford en 1921, donde investigó derivados de ácidos ftalonicos con William Henry Perkin. Regresó a Japón en 1923 y entró como profesora en la Escuela Normal Superior de Mujeres de Tokio. En 1924, fue encargada por el Instituto RIKEN para investigar la estructura de cartamina, el pigmento de plantas de alazor. Su tesis en el tema, "La Constitución de Cartamina", le hizo ganar un doctorado en ciencia en 1929. Fue la segunda mujer en Japón en recibir tal grado, después de Kono Yasui.
En los 1930s y 1940s, sus investigaciones examinaron los pigmentos de asiáticas dayflower, piel de berenjena, sojas negras, hojas rojas de shiso hojas y espinas de erizo de mar, así como derivados de naftoquinonas. Se le otorgó el Majima Premio por la Sociedad Química de Japón en 1936. Fue nombrada profesora en Ochanomizu Universidad en 1949, y al mismo tiempo empezó a investigar la pigmentación de piel de cebolla. Su extracción de cristales de quercetina de piel de cebolla, lideró la creación de Kerutin C, un fármaco antihipertensivo. Se retiró en 1952, pero continuó dando conferencias en la Universidad Ochanomizu, como profesora emérita. 
Se enfermó del corazón en 1967 y murió el 8 de noviembre de 1968 en Fukuoka, a los 84.

## Honores
- 1959: medalla con Morado Ribbon
- 1967: Orden de la Preciosa Corona de 3ª Clase.